# St. Konrad (Gelsenkirchen-Middelich)

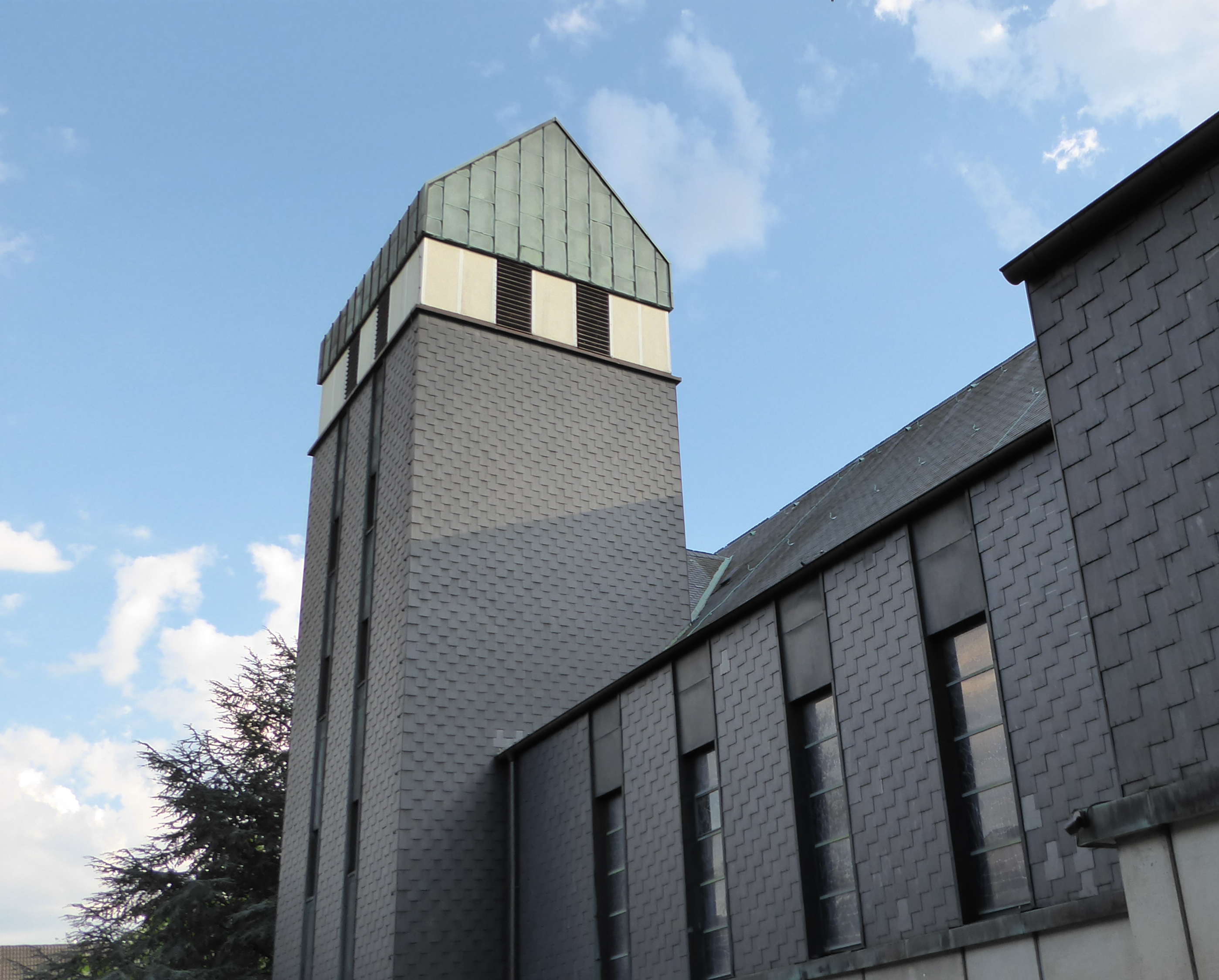
St. Konrad, Außenansicht

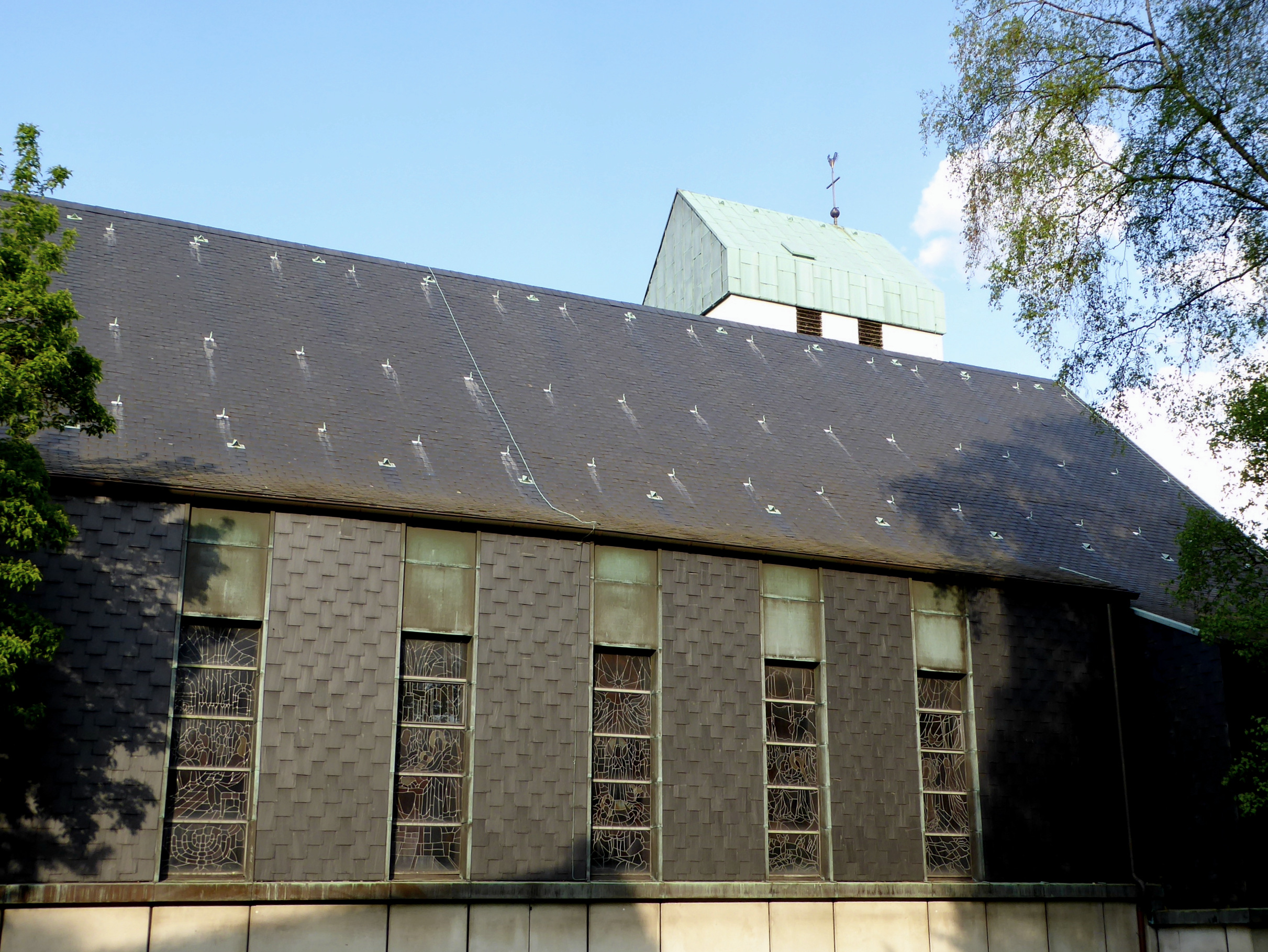
St. Konrad, Außenansicht mit Marienfenstern

St. Konrad ist eine ehemalige katholische Saalkirche in Buer-Erle, einem Stadtteil von Gelsenkirchen in Nordrhein-Westfalen, Deutschland. Die von 1937 bis 1939 erbaute Kirche gehört zur Propsteipfarrei St. Urbanus Gelsenkirchen der Diözese Essen. Nach der Schließung 2020 ist ihre weitere Zukunft (Stand August 2020) unklar.

## Geschichte
Das Anwachsen der Einwohnerzahl im Siedlungsgebiet Gelsenkirchen-Erle-Middelich, einem Ortsteil von Buer, machte im 20. Jahrhundert den Bau einer eigenen Kirche erforderlich. Der 1926 gegründete „St. Marien-Kirchbauverein Erle-Resse“ übernahm die Verantwortung; Planung und Bauleitung lagen in Händen des Architekten Josef Franke.
Nach der Machtergreifung 1933 verzögerte sich das Bauvorhaben bis 1937. Die Bauarbeiten wurden Ende 1938 abgeschlossen. Am 17. April 1939 fand die Kirchweihe durch Weihbischof Heinrich Roleff statt. St. Konrad wurde im Jahre 1948 eigene Pfarrei.
Wegen Berg- und Umweltschäden wurde die Kirche von 1976 bis 1980 unter der Leitung von Architekt K. H. Rotthoff renoviert und künstlerisch neu gestaltet.
2007 wurde sie im Zuge der Umstrukturierung des Ruhrbistums Filialkirche von St. Maria Himmelfahrt in Buer.
Am 21. Juni 2020 fand die letzte Messfeier in der Kirche statt.

## Architektur

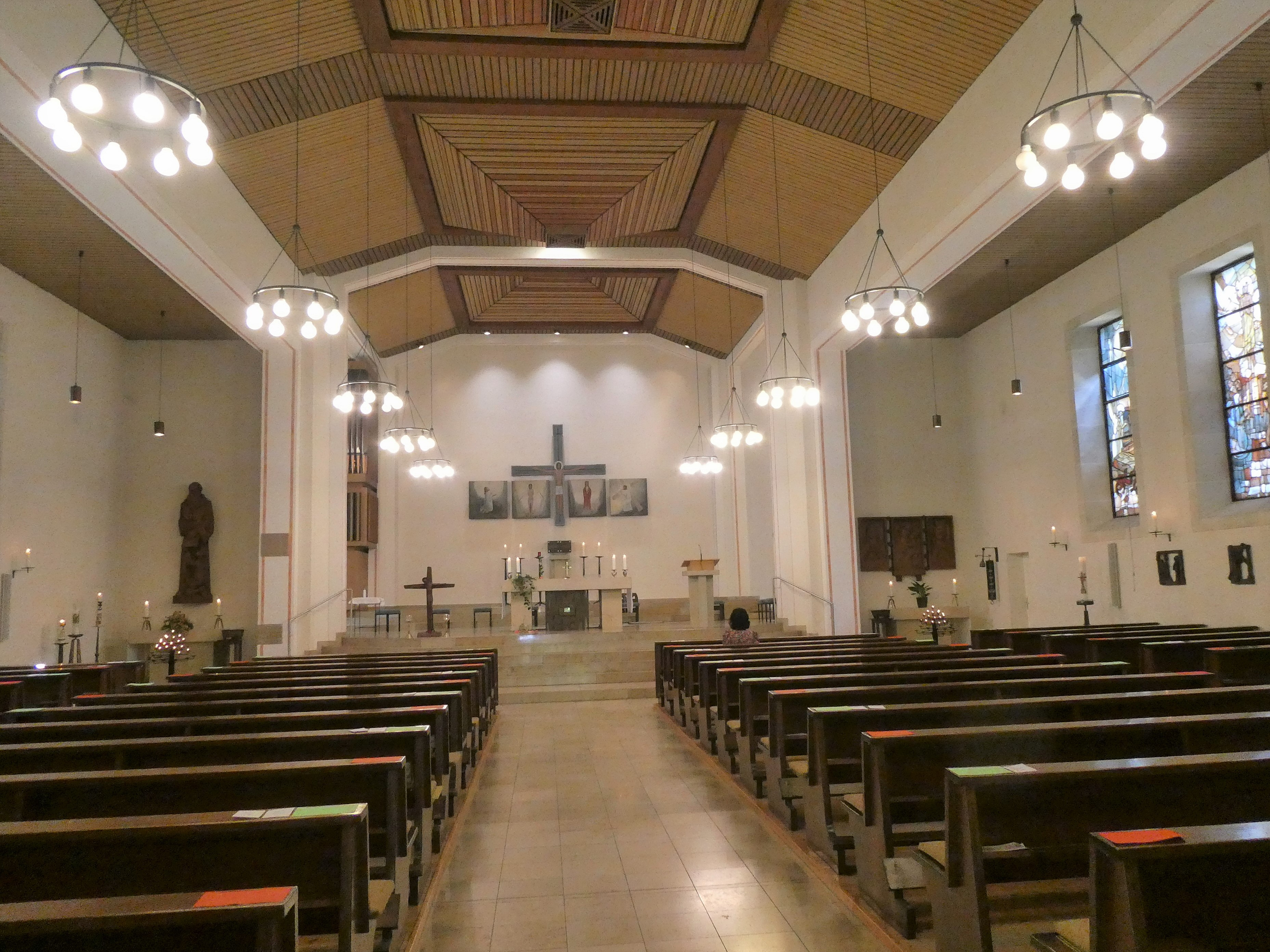
St. Konrad, Innenansicht

### Außen
Das 18 m breite und 36 m lange Kirchengebäude ist dem umgebenden Siedlungsstil angepasst und entspricht dem offenen Stil der Moderne. Die Fassade ist verschiefert. Der neu gestaltete, 30 m hohe Glockenturm mit dem beleuchteten Dachgestühl ist weithin sichtbar. Die drei Glocken mit den Namen St. Maria, St. Konrad und St. Michael wurden 1953 von Prälat Mertens geweiht.
Das Wegekreuz vor dem Kircheneingang schuf Joseph Krautwald.

### Innen

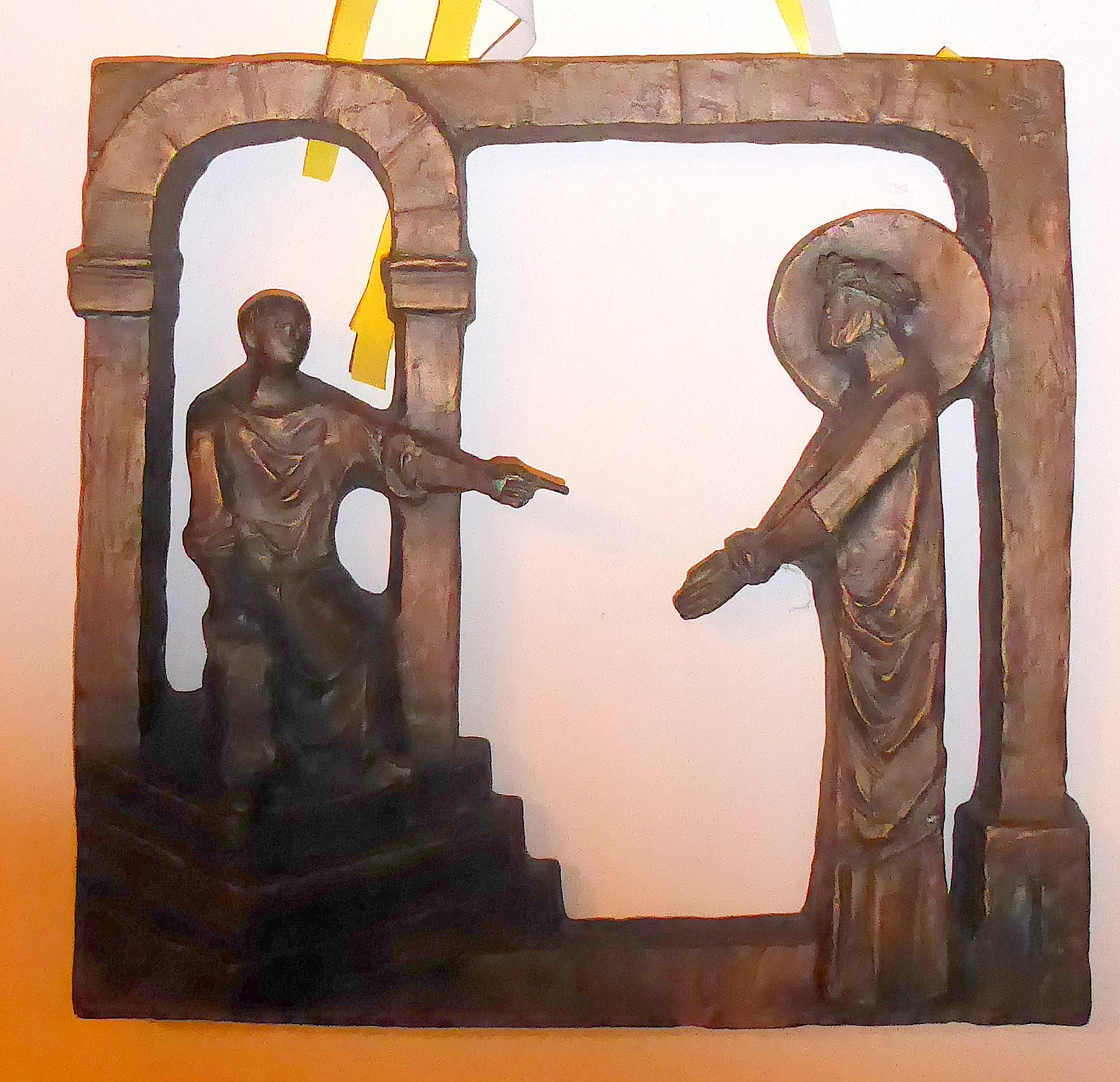
St. Konrad, Kreuzweg

Das Gebäude ist eine Saalkirche mit zehn 1,20 m breiten und 4,00 m hohen expressionistischen „Marienfenstern“, die sie hell und weich ausleuchten. Im Jahr 1980 wurde eine strukturierte Holzdecke eingepasst.
Die Orgel mit 18 Registern und 1300 Pfeifen stellte 1973 die Gebrüder Euler, Hofgeismar, her.

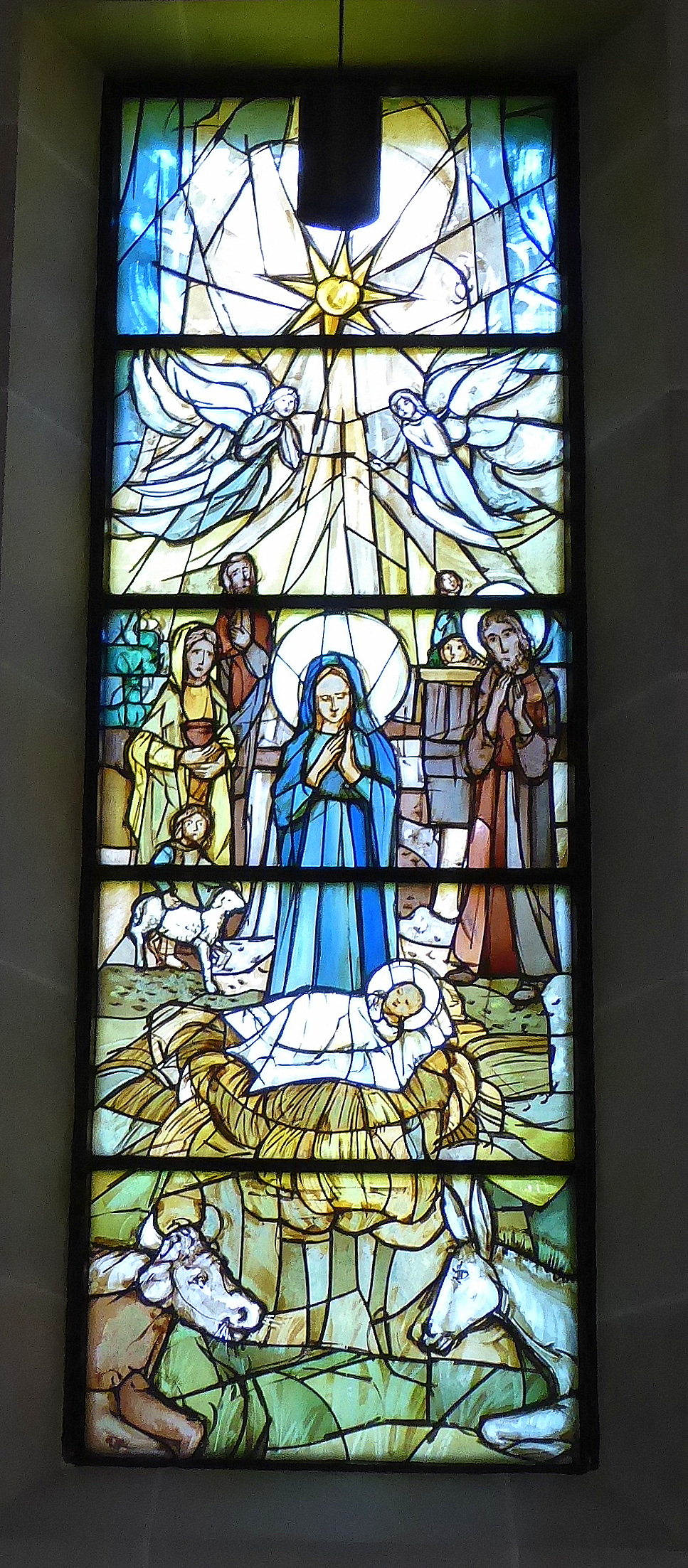
Marienfenster Christi Geburt

#### Rosenkranzgebet
In Verbindung mit dem Kirchengebäude stellte der Künstler Willi Dirx zum ersten Mal in der Stilrichtung der Moderne bildlich das Rosenkranzgebet dar. Es besteht aus drei Hauptteilen, „Geheimnisse“ genannt, die sich in fünf „Gesätze“ beziehungsweise Unterteilungen gliedern. Das Rosenkranzgebet besteht damit aus 15 Einzelkunstwerken.
Die fünf Buntglasfenster, hergestellt und eingebaut von dem Glasbauunternehmen Wilhelm Derix, bebildern auf der linken Seite das erste Geheimnis, den „Freudenreichen Rosenkranz“, die auf der rechten Seite das dritte Geheimnis, den „Glorreichen Rosenkranz“.
Das Auferstehungskreuz mit den vier Bildtafeln, 1,00 m auf 1,00 groß, an der Altarwand bebildern das zweite Geheimnis, den „Schmerzhaften Rosenkranz“.

#### Kreuzweg
Der von Herrmann Schilcher, Oberammergau, in Bronze gegossene, als Silhouette gestaltete Kreuzweg mit 15 Stationen wurde 1993 im Verlauf einer weiteren, durch Bergschäden bedingten Renovierung, installiert.